# Musée du bois de Saulxures-sur-Moselotte
Le musée du bois, « Maison de la forêt et du bois des Vosges », est un espace des métiers du bois et du patrimoine consacré au bois dans la commune de Saulxures-sur-Moselotte située en Lorraine, dans le département des Vosges et la région Grand Est.
Il a vu le jour en 1989 grâce à une poignée de bénévoles au sein de l'« Association pour la Protection et la Restauration du Patrimoine ». Le musée est installé sur les vestiges d'un ancien moulin datant du XVIIIe siècle transformé en scierie qui enjambe le ruisseau, le « Rupt de Bâmont ». Ce ruisseau prend sa source au col de Lansau (920 m). La retenue d'eau de l'époque a été conservée, afin d'alimenter par énergie hydraulique une roue à augets.

## Présentation

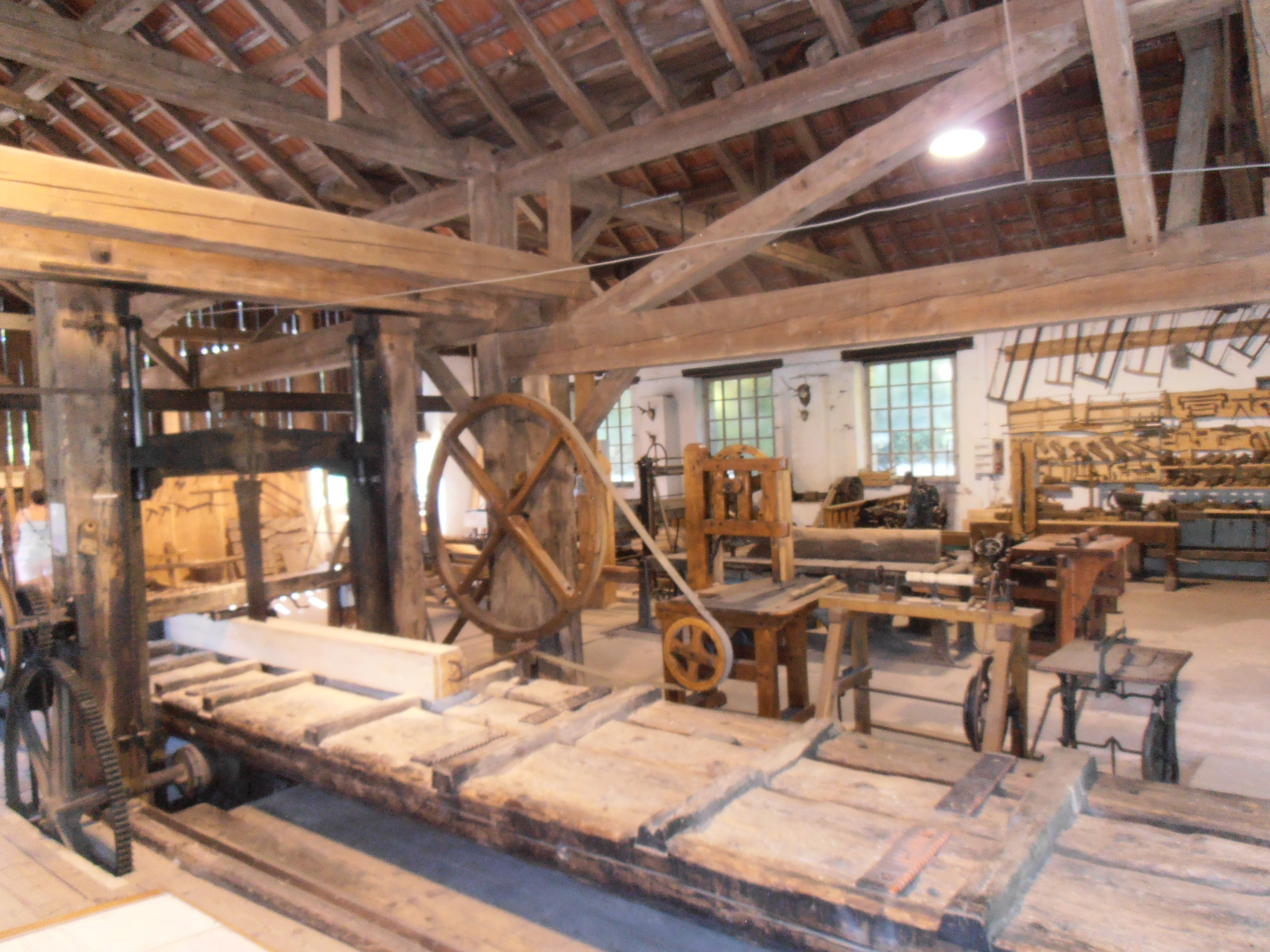
Vue intérieure du musée.

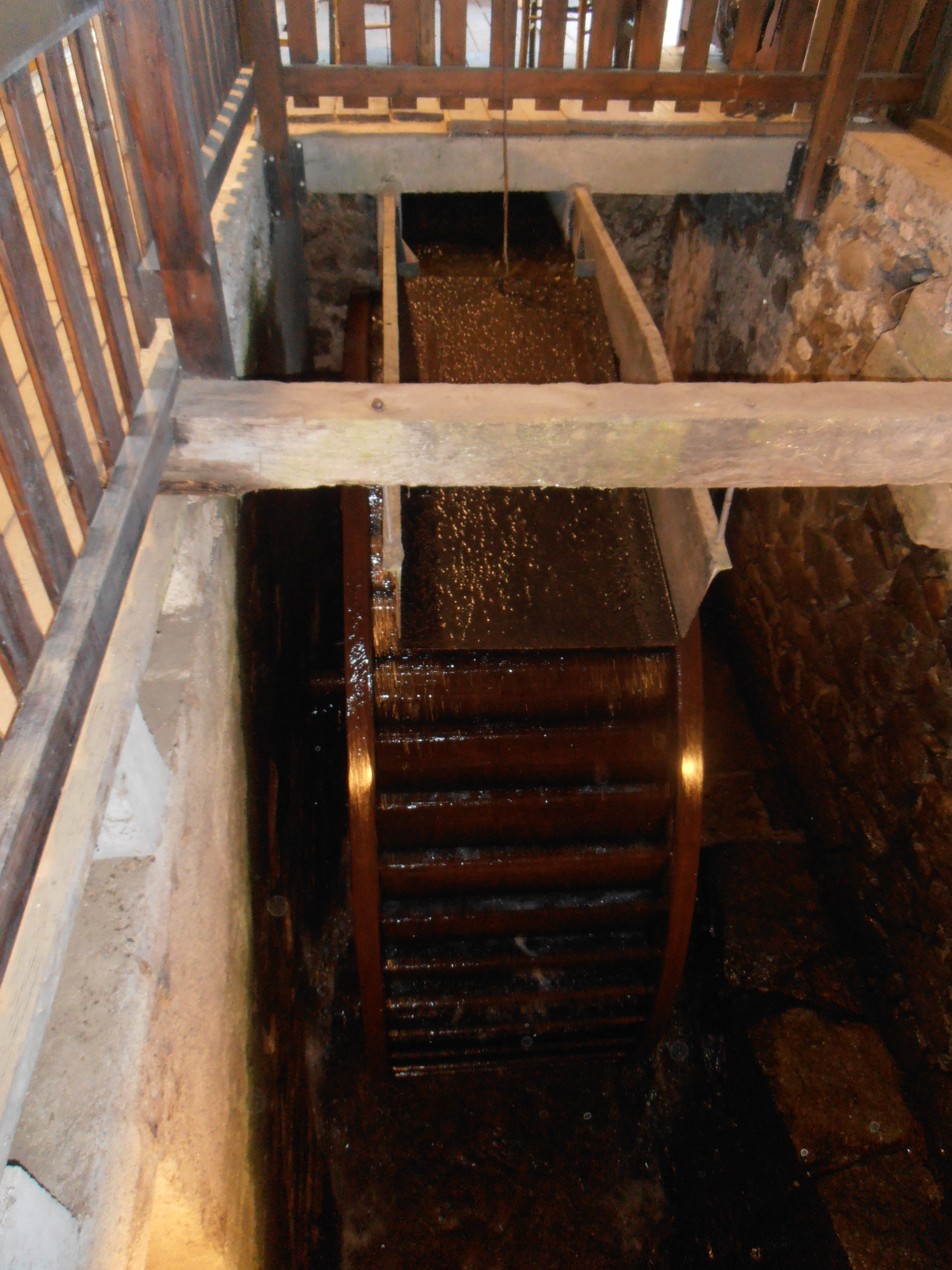
Roue à augets.

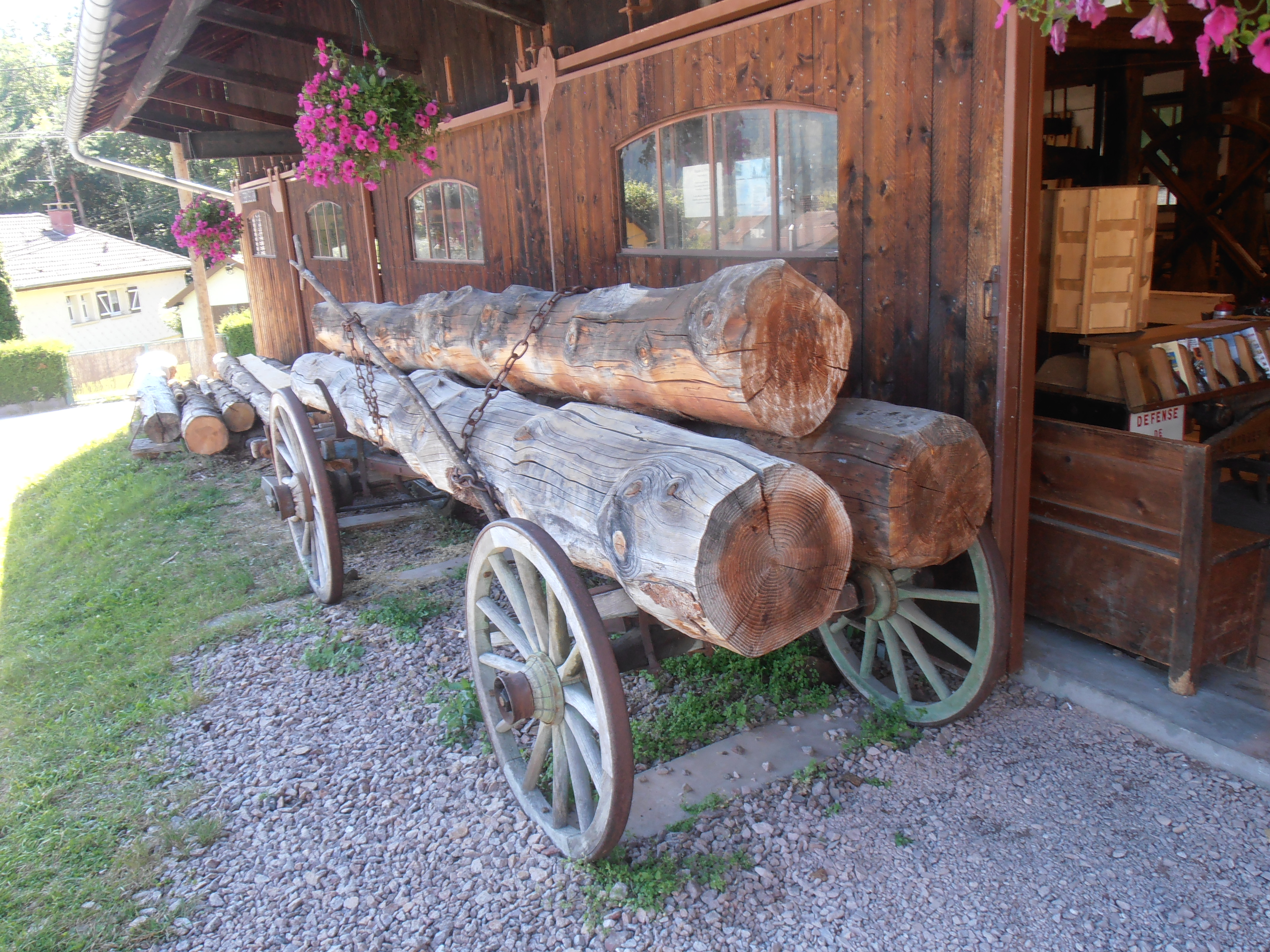
Chariot pour transport de grumes.

Le musée, présenté dans l'ancienne « scierie Haut Fer du Rupt-de-Bâmont », conservée en « Maison de la forêt et du bois des Vosges », retrace l'histoire de l'exploitation du bois et sa contribution dans l'activité économique des vallées.
Ses installations centenaires encore en place, dont le célèbre haut fer vosgien, et la roue à augets de 4,20 m de diamètre et 1,25 m de large à 56 augets qui tourne à 16 tours par minute, sont toujours en fonctionnement, ainsi qu’une collection d'outils anciens qui illustre bien l'évolution des métiers du bois de la montagne vosgienne.
Les différents travaux de restauration ont été réalisés avec le concours du LEP bois de Saulxures et le soutien du Parc naturel régional des Ballons des Vosges.
Cette roue a en effet été restaurée en 1996 par les élèves du lycée professionnel de Saulxures-sur-Moselotte, créé en 1977, et qui est devenu une Section d'Enseignement Professionnel du lycée général et technologique André Malraux de Remiremont, labellisé « lycée des métiers du bois et de la productique mécanique ».

## Tourisme et visites guidées

### Visites guidées
Le musée du bois accueille des visiteurs en provenance de toute la France, et même de pays étrangers. En effet, les visites guidées peuvent se faire en français, ou en anglais . Durant deux mois d'été, des visites avec démonstrations dynamiques sont effectuées par des guides. Le reste de l'année, ce sont les membres de l'association qui se portent volontaires pour faire découvrir ce lieu historique aux passants.

### Décisions et projets à venir
Le président actuel de l'association est Jean-Jacques Claude.
Le musée du bois a  un projet d'extension, notamment la construction d'un nouveau bâtiment en granit et bois de sapin en face de l'actuel. Ce projet a pour but de transformer le musée du bois en un centre d’interprétation des métiers du bois, afin de valoriser sa valeur touristique, en y exposant les collections et accueillant le public .

## Historique
La scierie du Rupt-de-Bâmont, propriété de la commune depuis 1998, est un ancien moulin à farine (XVIIIe siècle), transformé en 1927 en scierie avec une roue à augets de 4,20 m de diamètre. Elle est restée en activité jusqu'en 1988,
.
Cette ancienne scierie équipée d'un haut-fer (scie verticale) est installée sur le site hydraulique du Rupt-de-Bâmont,.
Le musée présente par ailleurs les différents métiers de la forêt et de la transformation du bois (bûcheron, débardeur, scieur de long, tourneur, tonnelier, sabotier, charpentier, fabricant de bardeaux à la main), des turbines.

### Tourisme sur le thème du haut-fer et des scieries dans les vallées du massif vosgien
Outre le haut-fer du Rupt de Bâmont, attraction majeure du musée du Bois de Saulxures-sur-Moselotte, sur les départements de la région Grand Est, nombre d'installations utilisant l'énergie hydraulique et des espaces des métiers du bois ouverts à la visite : 
- La scierie du Lançoir, haut-fer hydraulique de 1850, vieille scierie hydraulique, dans le défilé de Straiture, sur la commune de Ban-sur-Meurthe-Clefcy (Vosges)[14],[15],[16],
- Le musée du bois de Labaroche (Haut-Rhin)[17],
- Le haut-fer de Brouaumont, à La Houssière (Vosges)[18],
- La scierie communale de Mandray (Vosges)[19],
- La scierie Demouge, à Lepuix-Gy (Territoire de Belfort)[20],
- La scierie pédagogique à planches du Moulin d'Eschviller à Volmunster (Moselle),
- La scierie Martin-Tuaillon, à Servance (Haute-Saône)[21],[22],
- La scierie de la Hallière, à Celles-sur-Plaine (Vosges). Un écomusée existait jusqu'en décembre 2001, où un incendie a totalement dévasté le haut-fer.

### Littérature et cinéma
- Le Haut-fer est un roman de José Giovanni, paru en 1962 et adapté au cinéma par Robert Enrico en 1965 sous le titre Les Grandes Gueules.
- Stendhal décrit, dans le chapitre IV de son roman Le Rouge et le Noir, le fonctionnement de ce type de machine :
  - Une scie à eau se compose d’un hangar au bord d’un ruisseau. Le toit est soutenu par une charpente qui porte sur quatre gros piliers en bois. À huit ou dix pieds d’élévation, au milieu du hangar, on voit une scie qui monte et descend, tandis qu’un mécanisme fort simple pousse contre cette scie une pièce de bois. C’est une roue mise en mouvement par le ruisseau qui fait aller ce double mécanisme ; celui de la scie qui monte et descend, et celui qui pousse doucement la pièce de bois vers la scie, qui la débite en planches.